# Orthorhynchoides corallimerus
Orthorhynchoides corallimerus is een keversoort uit de familie Belidae. De wetenschappelijke naam van de soort is voor het eerst geldig gepubliceerd in 1914 door Heller.